# Murbergstunneln
Murbergstunneln är en järnvägstunnel strax norr om Härnösand och en del av Ådalsbanan. Tunneln har enkelspår och är 1 635 meter lång. Tunneln färdigställdes 2011 och öppnades för trafik i juli 2012.
Under bygget inträffade ett ras efter bara 300 meter. Inga personer skadades men tunneln fick förstärkas efter tillbudet.